# Hidetoshi Wakui
Hidetoshi Wakui (和久井 秀俊?, Wakui Hidetoshi; Kanuma, 12 febbraio 1983) è un ex calciatore giapponese, di ruolo attaccante.

## Carriera
Ha giocato in Brasile, Giappone, Singapore, Slovenia, Austria, Repubblica Ceca, Bielorussia ed Estonia.
Vanta 22 presenze e 5 gol in Europa.

## Palmarès

### Club

#### Competizioni nazionali
- Campionato estone: 1

Kalju Nõmme: 2012
- Coppa di Estonia: 1

Kalju Nõmme: 2014-2015